# 雰囲気 (化学的用法)
雰囲気（ふんいき）とはある特定の気体やそれで満たされている状態のこと。

## 表記
基本的に「何らかの物質＋雰囲気」として表記する。（例：窒素雰囲気）ただし「酸化雰囲気」の場合、酸化性の気体で満たされていることを言う